# Ранник Скополі
Ранник Скополі, ранник Скополіїв (Scrophularia scopolii) — вид рослин з родини ранникових (Scrophulariaceae), поширений у Європі й західній Азії.

## Опис
Дворічна рослина 40–100 см. Листки тоненькі, яйцеподібно-довгасті, зазвичай тупі, біля основи трохи серцеподібні, двічі зарубчаті, 4–7 см завдовжки. Квітки численні, на довгих ніжках, по 1–4 в напівзонтиках, зібраних в пухку, до 30 см завдовжки, волоть. Віночок зеленувато-пурпуровий, 4–11 мм завдовжки.

## Поширення
Поширений у Європі й західній Азії.
В Україні вид зростає в гірських лісах — у Карпатах і Криму.